# Yvonne Herløv Andersen
Yvonne Herløv Andersen (ur. 11 września 1942 w Kopenhadze) – duńska polityk, pedagog społeczny i samorządowiec, parlamentarzystka, w latach 1994–1996 minister.

## Życiorys
Z wykształcenia i zawodu pedagog społeczny. Pracowała w szpitalu dziecięcym, w placówce opiekuńczej oraz instytucji mieszkaniowej. Zaangażowała się w działalność polityczną w ramach partii Centrum-Demokraterne. Była jej sekretarzem i członkiem prezydium. Wchodziła w skład rady gminy Gladsaxe oraz rady okręgu Kopenhaga (1974–1978), była później radną Zelandii Zachodniej (1982–1993) oraz gminy Dianalund (1989–1993). W latach 1977–1979, 1981–1984, 1987–1988 i 1998–2001 sprawowała mandat posłanki do Folketingetu. Od 1982 do 1984 przewodniczyła frakcji poselskiej ugrupowania. Od 1984 do 1987 wchodziła w skład Radiorådet (głównego organu Danmarks Radio), następnie do 1994 była członkinią rady dyrektorów tego nadawcy.
W lutym 1994 została ministrem spraw społecznych w pierwszym rządzie Poula Nyrupa Rasmussena. We wrześniu tegoż roku przeszła na funkcję ministra zdrowia w jego drugim gabinecie. Pełniła ją do grudnia 1996. W późniejszych latach działała lokalnie w gminie Slagelse.